# Whitfield Diffie

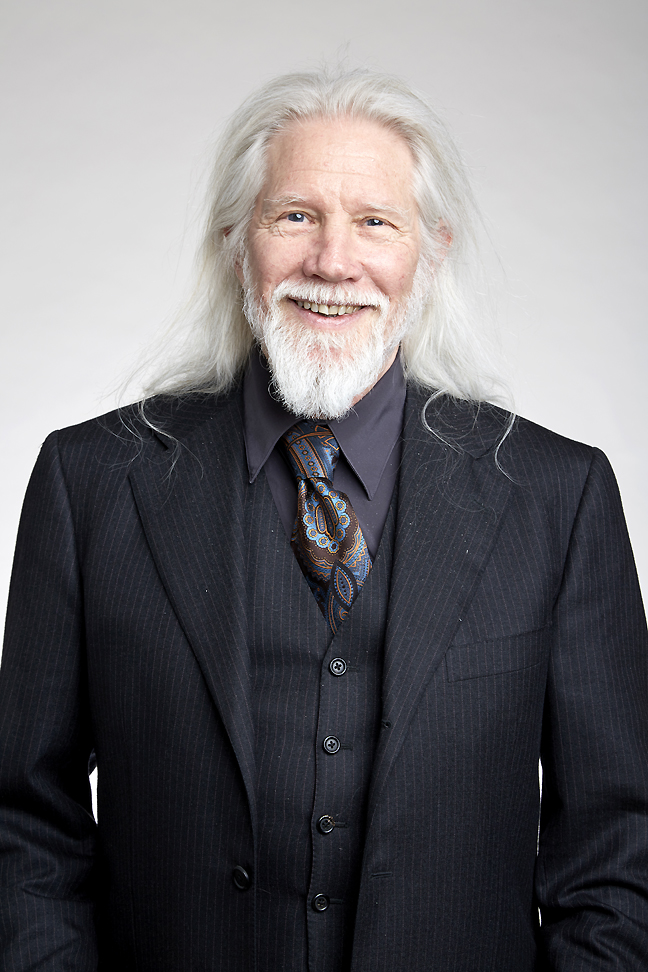
Whitfield Diffie.

Bailey Whitfield "Whit" Diffie (ur. 5 czerwca 1944 w Waszyngtonie) – amerykański kryptograf, współtwórca kryptografii asymetrycznej.
W 1976 wraz z Martinem Hellmanem opracował rewolucyjną pracę naukową New Directions in Cryptography przedstawiającą pomysł klucza publicznego.
W swojej karierze był związany z Massachusetts Institute of Technology oraz Sun Microsystems.